# Anjali mudra
Anjali mudra (Sanskriet voor Gebaar van Eerbied) is een veelvoorkomende houding of asana en mudra in hatha-yoga en yoga in het algemeen.
| Sanskriet | vertaling                                            |
| anjali    | eerbied, verering                                    |
| mudra     | Letterlijk: zegel, teken Symbolisch: gebaar, houding |

## Beschrijving
De houding begint in een kleermakerszit, waarbij de voeten niet over elkaar liggen, maar beide los van elkaar op de grond. De rug is recht en de schouders zijn ontspannen. De handen worden in de namastéhouding voor de borst gehouden. De nek en het achterhoofd vormen een rechte lijn met de ruggengraat, terwijl de ruggengraat ten opzichte van de grond een hoek van 90° maakt.
De houding wordt vooral gebruikt als meditatiehouding, maar ook aan het begin en eind van een yogasessie.